# Bertus Aafjes

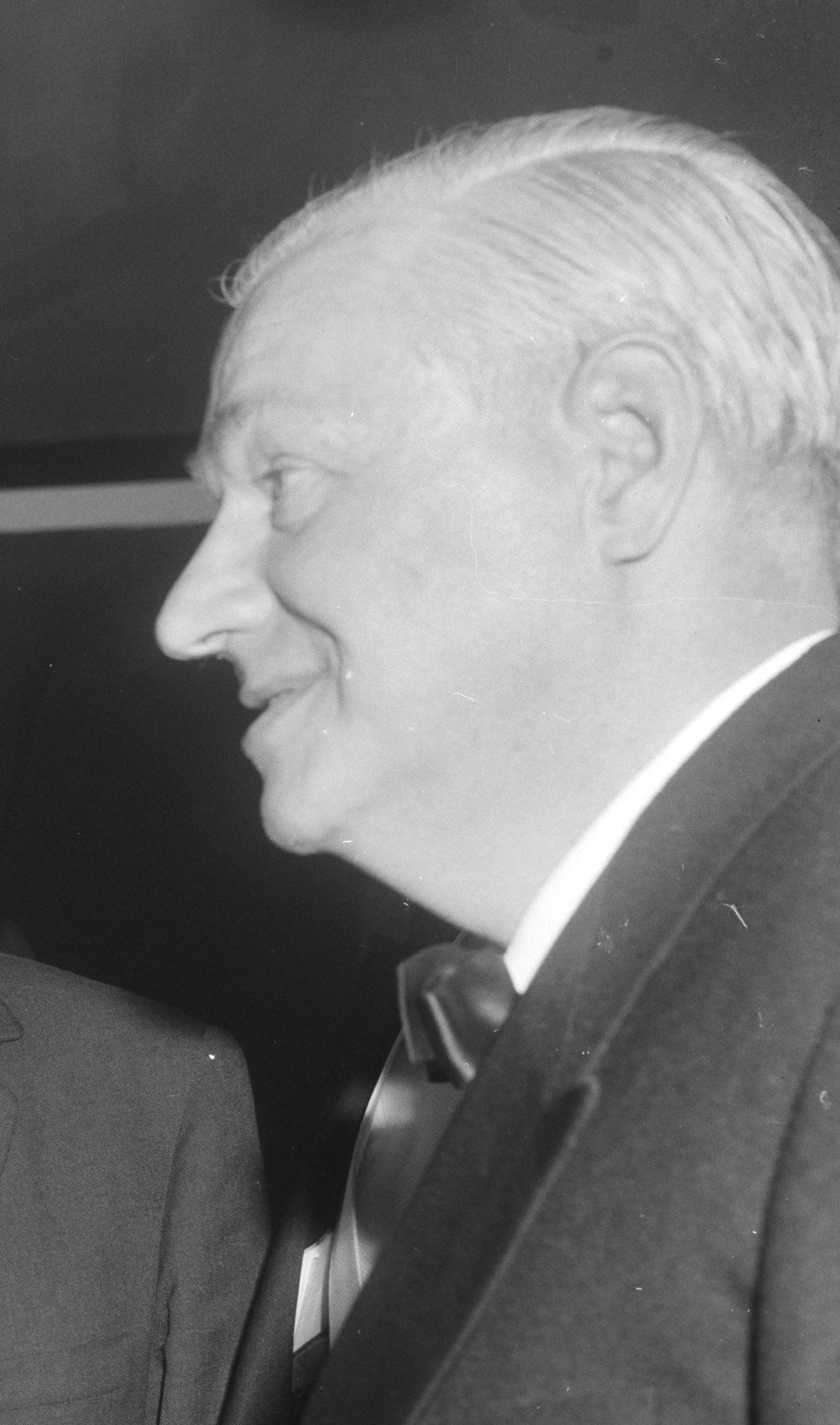
Bertus Aafjes (1965)

Bertus Aafjes (eigentlich Lambertus Jacobus Johannes Aafjes) (* 12. Mai 1914 in Amsterdam; † 22. April 1993 in Swolgen, Provinz Limburg) war ein niederländischer Schriftsteller.

## Leben
Aafjes begann zuerst eine Priesterausbildung im Theologenkonvikt Uden und absolvierte danach ein Studium der klassischen Archäologie in Löwen und der christlichen Archäologie am Päpstlichen Institut in Rom, wohin er zu Fuß wanderte. Anschließend verbrachte er einige Jahre in Italien und Ägypten. Im Zweiten Weltkrieg tauchte er während der deutschen Besetzung in den Untergrund in Friesland ab und schrieb Gedichte über den Widerstand. Auf Schloss Hoensbroek in der niederländischen Provinz Limburg wirkte er später als freier Schriftsteller. Als Pseudonym verwendete Aafjes den Namen Jan Oranje.

## Schriftstellerisches Schaffen
Aafjes war ein von der katholischen Religion und der deutschen Romantik beeinflusster Poet. Sein dichterisches Debüt gab er 1940 mit Het gevecht met de muze (Der Kampf mit der Muse). 1946 schrieb er Een voetreis naar Rome, einen romantisch-poetischen Reisebericht über seine Romwanderung, der ihn national bekannt machte; darin beschreibt er, wie er von einer mönchischen Lebensauffassung zur Freude an der sinnlichen Liebe kam. Das Epos In den beginne (1949) ist eine Auslegung der biblischen Geschichte von Adam und Eva. 1953 erschien „De karavaan“, vorläufig Aafjes’ letzter Gedichtband, weil sich das literarische Klima unter dem Einfluss der niederländischen Literaturbewegung der fünfziger Jahre verändert hatte, wogegen Aafjes sich sträubte und was ihm letztendlich ernste Konflikte bescherte.
Danach schrieb Aafjes vornehmlich Reiseberichte über das Mittelmeer. Unter anderem schrieb er 1957 „Capriccio Italiano“, eine Autobiographie über seine Zeit während des Archäologiestudiums in Rom. Detektivgeschichten um den sagenhaften Richter Ooka wurden durch seine Besuche in Japan angeregt. Auch als Übersetzer betätigte er sich, etwa Homers Odyssee (1965) und Shakespeares Hamlet.
Eine Sammlung von Erzählungen kam 1974 unter dem Titel De laatste faun heraus. 1980 erschien doch noch ein Gedichtband, Deus sive natura, mit erotischer Poesie.

## Werke
- Het gevecht met de muze, 1940
- Een Iaars vol rozen, 1942
- In het atrium der vestalinnen, 1945
- Een voetreis naar Rome, 1946
- Maria Sibylla Merian, 1946
- Het Koningsgraf, 1948
- Egyptische brieven, 1948 (dt. Briefe über ägyptische Kunst, 1956)
- In den beginne, 1949
- Arenlezer achter de maaiers, 1952 (dt. Abend am Nil, 1961)
- De karavaan, 1953
- Morgen bloeien de abrikozen, 1954 (dt. Morgen blühen die Aprikosen, 1956)
- De blinde harpenaar, 1955 (dt. Der blinde Harfner, 1958)
- Logboek voor Dolle Dinsdag, 1956 (dt. Für dich, toller Dienstag, 1957)
- Capriccio Italiano, 1957
- De Wereld is een wonder, 1959
- Een ladder tegen een wolk, 1969 (dt. Richter Ookas Fälle, 1981)
- De laatste faun, 1974
- Deus sive natura, 1980
- De val van Icarus, 1985
- Verzamelde gedichten, 1990